# 2015-ös bejrúti robbantások
2015. november 12-én két öngyilkos merénylő robbantotta fel magát Libanon fővárosának, Bejrútnak egy déli, a Hezbollah kezén lévő és főleg síita lakosú körzetében, Bourj el-Barajnehnem, A halottak számáról több szám is ismert, melyek 37-től 43-ig szóródnak. A támadásokért az ISIS vállalta a felelősséget.

## Előzmények
A szomszédos Szíriában 2011 óta polgárháborús állapotok uralkodtak. Libanonban a kezdetektől fogva hasonlóan oszlottak meg a különféle csoportok háborúhoz kötődő viszonyai, mint Szíriában. Itt is voltak támad seregek, mint a Hezbollah, és voltak olyanok, akik inkább Libanon belső védelmére koncentráltak. 2014-ben az USA beavatkozott a szíriai polgárháborúba, akit a következő évben Oroszország is követett.
2014 áprilisa óta politikai vákuum alakult ki az országban, mivel nem sikerült megválasztani az ország elnökét. A parlament megválasztására csak az ország vezetőjének beiktatását követően nyílik mód.

## A robbantások
Az al-Masar televízió hírei szerint két öngyilkos merénylő robbantotta fel magát Libanon fővárosának Bejrút egyik deli városrészének, Bourj el-Barajnehnek a bevásárló övezetében, közel a Hussaineya utcai Általános Biztonsági Poszt közelében, a síita Hezbollah egyik közismert fellegvárában. Az első robbantásra a síita mecset előtt, míg a másodikra egy közeli pékségben, még 18 óra előtt került sor. A második robbantás az elsőtől 20 méterre, azt 5-7 perccel követve történt, mikor az arra járók az első merényletkor bajba jutottakon próbáltak segíteni. Egy harmadik támadást úgy sikerült megakadályozni, hogy a robbantót még azelőtt megölték, mielőtt az felrobbanthatta volna az övét. Egy meg nem nevezett libanoni biztonsági tisztviselő szerint holtan találták őt, a lábai leszakadtak, de a robbanó öv még mindig rajta volt. Egy meg nem nevezett kormányzati alkalmazott szerint a második robbanás végzett vele, mert túl közel volt a terrortámadás helyszínéhez. Az Al Mayadeen  szintén beszámolt a lehetséges robbantóról, aki a felvételek szerint egy szakállas férfi volt, és egy robbanó övet viselt. A Hezbollah egyik tagja, Bilal Farhat ezt mondta: "polgári lakosokra, imádkozókra, névtelen férfiakra és nőkre, lőttek, ártatlan emberekre céloztak. ... Sátánista terrorista támadás volt." A libanoni biztonsági erők és a Hezbollah fegyveresei eltorlaszolták a környéket.
Az Egészségügyi Minisztérium jelentése szerint kezdetben legalább 43 ember halt meg, Wael Abu egészségügyi miniszter pedig hozzátette, hogy legalább 239 ember megsebesült. Ez azonban a jövőben mg növekedhet, mivel számos sebesültnek válságos volt az állapota. A Nemzetközi Vörös Félhold libanoni részlege azt mondta, több mint 200 ember sebesült meg. A környék kórházai a precedens nélküli sebesültre tekintettel véradásra szólították fel a lakosokat. A helyben maradókat a sürgősségi betegellátás alkalmazottai arra kérték, gátolják a sérülteknek az egészségügyi intézményekbe történő szállítását.

### Áldozatok
Az iskola szerint az áldozatok között volt a Bejrúti Amerikai Egyetem két munkatársa. További részleteket azonban nem hoztak nyilvánosságra. Három libanoni-amerikai kutatót – egy 49 éves nőt és egy házaspárt – megöltek, míg a házaspár hároméves fia súlyosan megsebesült.
Hajj Hussein Yaari (Abu Murdata) – a Hezbollah biztonsági rendszerének egyik tapasztalt munkatársa is meghalt a támadásban.
Az egyik bomba akkor robbant fel, mikor a Bejrútban élő Adel Termos, vitába szállt az egyik robbantóval, így potenciálisan több ember életét megmentette. A bomba élesítésekor mind Termos, mind a bomba szállítója meghalt. A közösségi médiákon Termost hősnek tekintették.

## Vizsgálat
A robbantásokkal kapcsolatban két nap alatt hat embert gyanúsítottak meg. Közülük öt szíriai, egy pedig pakisztáni volt. Sayyed Hassan Nasrallah, a libanoni Hezbollah vezetője közölte, hogy a robbantásokkal összefüggésbe hozható szíriaiakat és libanoniakat vettek őrizetbe.

## Az elkövető
A jelentések szerint az Iraki és Levantei Iszlám Állam magára vállalta a robbantásokat. Egy közelebbről meg nem határozott Twittwer felhasználói fiók bejegyzése szerint az egyik robbantás hozzájuk kötődik, és megjegyezték, hogy ügynökük egy utca közepén álló kerékpárhoz rögzített bombát robbantott fel. A harmadik merénylőről nem írtak semmit, de a csoport követelése részen lefordítva ezt tartalmazta: "Tudassátok minden síita hitehagyottal, hogy addig nem nyugszik, míg a Próféta nevében elégtételt ben veszünk." Egy ismeretlen internetes forrás azt állította, hogy a támadást “a Kalifátus katonái” készítették elő.

## Reakciók

### Hazai reakciók
Tammam Salam ügyvivő elnök és miniszterelnök november 13-át nemzeti gyásznappá nyilvánította. Azt mondta, a robbantásokat nem lehet igazolni, és a kormányt egységes fellépésre szólította fel az országon belüli "küzdelem megakadályozása érdekében". Nouhad Machnouk belügyminiszter megismételte az aggodalmakat, és hozzátette, “nem leszünk elnézőek a támadások mögött állók letartóztatásával kapcsolatban."
A Hezbollah parlamenti pártjának főtitkárának, Hassan Nasrallahnak az asszisztense, Hussein Khalil ezt nyilatkozta: "Ami itt történt, az bűncselekmény. A terrorizmus elleni harc tovább folytatódik, ami egy hosszan elnyúló harc lehet." Nasrallah maga azt mondta, hogy az ilyen incidensek csak tovább növelik a szíriai polgárháborúban való részvételük iránti elkötelezettségüket. Hozzátette, hogy a támadások fő célja az, hogy a Hezbllahot távol tartsa a szíriai polgárháborútól, de nagyon jól tudják, hogy a támadások nem vezetnek majd célra. Épp az ellenkező less a végkimenetel. Hozzátette, hogy a sérültek és a mártírok között palesztinok és szírek is voltak. A terrorizmus nem tesz különbséget az áldozatok között. “ha úgy gondolják, hogy férfijaink, nőink és gyermekeink lemészárlása, piacaink felégetése meggyengítheti elhivatottságunkat, akkor tévedtek.” Megjegyezte, hogy helytelenül tartóztattak le a merényletek után két pakisztánit és szíriait, ezzel is tovább szították a viszályt. Elismerését fejezte ki a biztonsági szolgálatok és mindazon civilek iránt, akik a támadás után felajánlották segítségüket.

### Nemzetközi

#### Nemzetközi szervezetek
- Egyesült Nemzetek Szervezete – Pan Gimun, az ENSZ főtitkára felszólította Libanont, “ne engedje, hogy ez a megvetendő cselekedet megzavarja az országra már évek óta jellemző nyugalmat."[15] Sigrid Kaag, az ENSZ libanoni speciális ügyekért felelős koordinátora elítélte a szörnyű támadásokat, és felhívta a feleket, hogy a felelősöket állítsák igazságszolgáltatás elé, és hozzátette, hogy a nemzetközi közösség Libanon oldalán áll.[5]

#### Államok
- Csehország – A Külügyminisztérium elítélte a támadásokat, és sajnálatát fejezte ki az elhunytak hozzátartozóinak.[18]
- Franciaország – A Külügyminisztérium elítélte a támadásokat, és egy nyilatkozatot adott ki, melyben a következő szerepelt: "Franciaország Libbanon népe és a hatóságok mellett áll a terrorizmus elleni küzdelemben."[19]
- Irán – A Külügyminisztérium elítélte a támadásokat, és részvétét fejezte ki Libanon kormánya és népe irányába.[5]
- Olaszország – Paolo Gentiloni külügyminiszter Olaszország együttműködéséről biztosította Libanont a “szörnyű terrorcselekménnyel” kapcsolatban.[20]
- Jordánia – A médiáért és kommunikációért felelős államminiszter, a kormány szóvivője, Mohammed Momani kritizálta a kettős robbantást és minden olyan terrorcselekményt, mely arab országok ellen irányul. Szíve legmélyéről jövő sajnálatának adott hangot, és abbéli reményének adott hangot, mely szerint a sebek gyorsan begyógyulnak. A parlament also háza szintén elítélte a robbantásokat.[21]